# September (Earth, Wind & Fire)
September is een nummer van de Amerikaanse band Earth, Wind & Fire. Het is een van de drie nieuwe nummers van het compilatiealbum The Best of Earth, Wind & Fire, Vol. 1 uit 1978. Op 29 september van dat jaar werd het nummer uitgebracht als de tweede single van het album. In de Verenigde Staten bereikte dit nummer de achtste plaats in de Billboard Hot 100 en stond het op de eerste plaats in de R&B-lijsten. In het Verenigd Koninkrijk piekte het nummer op de derde plaats, terwijl het nummer in de Nederlandse Top 40 slechts de achttiende positie behaalde.

## Achtergrond
Tijdens het schrijven van het nummer waren er enige vraagtekens over de tekst van het refrein, waarin Maurice White de onzintekst "ba-dee-ya" zingt. Co-schrijfster Allee Willis zei hierover: "Ik zei, 'We gaan 'ba-dee-ya' toch wel vervangen door echte tekst?' Ik leerde mijn belangrijkste les in het liedjesschrijven van hem, laat de tekst nooit in de weg zitten van de groove."

## Andere uitvoeringen
In 1999 maakte het houseduo Phats & Small een remix van het nummer, genaamd "September 99". In de Verenigde Staten behaalde dit nummer geen hitlijsten, maar in het Verenigd Koninkrijk piekte het op de 25e plaats en in Nederland overtrof de remix het origineel met de twaalfde plaats als hoogste notering. In 2006 maakte Japanse zangeres Asako Toki een J-Pop versie van dit nummer en kwam het in Japan op de 9e Plaats. Ook werd er in 2014 een nieuwe versie van het nummer opgenomen voor het kerstalbum Holiday, waarin de titel werd veranderd in "December" en een deel van de tekst werd veranderd in "the twenty-fifth of December".

## Hitnoteringen (September)

### Nederlandse Top 40
| Hitnotering: 13-01-1979 t/m 24-02-1979 | Hitnotering: 13-01-1979 t/m 24-02-1979 | Hitnotering: 13-01-1979 t/m 24-02-1979 | Hitnotering: 13-01-1979 t/m 24-02-1979 | Hitnotering: 13-01-1979 t/m 24-02-1979 | Hitnotering: 13-01-1979 t/m 24-02-1979 | Hitnotering: 13-01-1979 t/m 24-02-1979 | Hitnotering: 13-01-1979 t/m 24-02-1979 | Hitnotering: 13-01-1979 t/m 24-02-1979 |
| Week                                   | 1                                      | 2                                      | 3                                      | 4                                      | 5                                      | 6                                      | 7                                      |                                        |
| -------------------------------------- | -------------------------------------- | -------------------------------------- | -------------------------------------- | -------------------------------------- | -------------------------------------- | -------------------------------------- | -------------------------------------- | -------------------------------------- |
| Nummer                                 | 29                                     | 24                                     | 18                                     | 18                                     | 18                                     | 26                                     | 40                                     | uit                                    |

### Nationale Hitparade
| Hitnotering week 1 t/m 5: 13-01-1979 t/m 10-02-1979 Hitnotering week 6 t/m 7: 24-02-1979 t/m 03-03-1979 | Hitnotering week 1 t/m 5: 13-01-1979 t/m 10-02-1979 Hitnotering week 6 t/m 7: 24-02-1979 t/m 03-03-1979 | Hitnotering week 1 t/m 5: 13-01-1979 t/m 10-02-1979 Hitnotering week 6 t/m 7: 24-02-1979 t/m 03-03-1979 | Hitnotering week 1 t/m 5: 13-01-1979 t/m 10-02-1979 Hitnotering week 6 t/m 7: 24-02-1979 t/m 03-03-1979 | Hitnotering week 1 t/m 5: 13-01-1979 t/m 10-02-1979 Hitnotering week 6 t/m 7: 24-02-1979 t/m 03-03-1979 | Hitnotering week 1 t/m 5: 13-01-1979 t/m 10-02-1979 Hitnotering week 6 t/m 7: 24-02-1979 t/m 03-03-1979 | Hitnotering week 1 t/m 5: 13-01-1979 t/m 10-02-1979 Hitnotering week 6 t/m 7: 24-02-1979 t/m 03-03-1979 | Hitnotering week 1 t/m 5: 13-01-1979 t/m 10-02-1979 Hitnotering week 6 t/m 7: 24-02-1979 t/m 03-03-1979 | Hitnotering week 1 t/m 5: 13-01-1979 t/m 10-02-1979 Hitnotering week 6 t/m 7: 24-02-1979 t/m 03-03-1979 | Hitnotering week 1 t/m 5: 13-01-1979 t/m 10-02-1979 Hitnotering week 6 t/m 7: 24-02-1979 t/m 03-03-1979 |
| Week:                                                                                                   | 1 | 2 | 3 | 4 | 5 | | 6 | 7 | |
| --- | --- | --- | --- | --- | --- | --- | --- | --- | --- |
| Positie:                                                                                                | 50 | 36 | 19 | 21 | 35 | uit | 43 | 43 | uit |

### NPO Radio 2 Top 2000
| Nummer met noteringen in de NPO Radio 2 Top 2000 | '99 | '00 | '01 | '02 | '03 | '04 | '05  | '06 | '07  | '08 | '09 | '10 | '11 | '12 | '13 | '14 | '15 | '16 | '17 | '18 | '19 | '20 | '21 | '22 | '23 | '24 |
| ------------------------------------------------ | --- | --- | --- | --- | --- | --- | ---- | --- | ---- | --- | --- | --- | --- | --- | --- | --- | --- | --- | --- | --- | --- | --- | --- | --- | --- | --- |
| September                                        | 550 | 764 | 814 | 689 | 833 | 854 | 1043 | 813 | 1109 | 885 | 875 | 687 | 793 | 472 | 290 | 279 | 243 | 147 | 149 | 117 | 170 | 154 | 176 | 202 | 193 | 230 |

1. ↑  Een vetgedrukt getal geeft de hoogste notering aan.

## Hitnoteringen (September 99)

### Nederlandse Top 40
| Hitnotering: 31-07-1999 t/m 25-09-1999 | Hitnotering: 31-07-1999 t/m 25-09-1999 | Hitnotering: 31-07-1999 t/m 25-09-1999 | Hitnotering: 31-07-1999 t/m 25-09-1999 | Hitnotering: 31-07-1999 t/m 25-09-1999 | Hitnotering: 31-07-1999 t/m 25-09-1999 | Hitnotering: 31-07-1999 t/m 25-09-1999 | Hitnotering: 31-07-1999 t/m 25-09-1999 | Hitnotering: 31-07-1999 t/m 25-09-1999 | Hitnotering: 31-07-1999 t/m 25-09-1999 | Hitnotering: 31-07-1999 t/m 25-09-1999 |
| Week                                   | 1                                      | 2                                      | 3                                      | 4                                      | 5                                      | 6                                      | 7                                      | 8                                      | 9                                      |                                        |
| -------------------------------------- | -------------------------------------- | -------------------------------------- | -------------------------------------- | -------------------------------------- | -------------------------------------- | -------------------------------------- | -------------------------------------- | -------------------------------------- | -------------------------------------- | -------------------------------------- |
| Nummer                                 | 35                                     | 25                                     | 17                                     | 12                                     | 13                                     | 20                                     | 25                                     | 36                                     | 39                                     | uit                                    |

### Mega Top 100
| Hitnotering: 31-07-1999 t/m 16-10-1999 | Hitnotering: 31-07-1999 t/m 16-10-1999 | Hitnotering: 31-07-1999 t/m 16-10-1999 | Hitnotering: 31-07-1999 t/m 16-10-1999 | Hitnotering: 31-07-1999 t/m 16-10-1999 | Hitnotering: 31-07-1999 t/m 16-10-1999 | Hitnotering: 31-07-1999 t/m 16-10-1999 | Hitnotering: 31-07-1999 t/m 16-10-1999 | Hitnotering: 31-07-1999 t/m 16-10-1999 | Hitnotering: 31-07-1999 t/m 16-10-1999 | Hitnotering: 31-07-1999 t/m 16-10-1999 | Hitnotering: 31-07-1999 t/m 16-10-1999 | Hitnotering: 31-07-1999 t/m 16-10-1999 | Hitnotering: 31-07-1999 t/m 16-10-1999 |
| Week:                                  | 1                                      | 2                                      | 3                                      | 4                                      | 5                                      | 6                                      | 7                                      | 8                                      | 9                                      | 10                                     | 11                                     | 12                                     |                                        |
| -------------------------------------- | -------------------------------------- | -------------------------------------- | -------------------------------------- | -------------------------------------- | -------------------------------------- | -------------------------------------- | -------------------------------------- | -------------------------------------- | -------------------------------------- | -------------------------------------- | -------------------------------------- | -------------------------------------- | -------------------------------------- |
| Positie:                               | 52                                     | 38                                     | 28                                     | 25                                     | 25                                     | 32                                     | 37                                     | 45                                     | 53                                     | 63                                     | 70                                     | 76                                     | uit                                    |